# Judaïsme rabbinique
Le judaïsme rabbinique (en hébreu : יהדות רבנית, Yahadout Rabbanit) est un courant du judaïsme probablement issu du judaïsme pharisien après la destruction du second Temple en 70 apr. J.-C.. Il s'est structuré du IIe au VIe siècle de l'ère chrétienne, date à partir de laquelle il fut reconnu comme la norme du judaïsme.
Seul le judaïsme karaïte, qui comporte aujourd'hui peu d'adhérents, a rejeté après cette date l'autorité des interprétations rabbiniques, les Samaritains s'étant opposés auparavant à tout ce qui n'était pas écrit dans les cinq premiers livres de l'Ancien Testament.

## Croyances
« L'Éternel dit à Moïse : monte vers moi sur la montagne, et reste là ; Je te donnerai des tables de pierre, la Torah et la Mitsva que J'ai écrites pour leur instruction. »

— Livre de l'Exode 24:12
Selon le judaïsme rabbinique, ce verset implique l'existence de deux Lois simultanément données sur le Sinaï : la Torah, Loi écrite (Torah shebikhtav, le Tanakh) et la Mishna, Loi orale (Torah shebeal pé).
Toutes deux furent révélées à ceux qui étaient présents et transmises depuis oralement jusqu'à l'époque du Second Temple de Jérusalem.
À la destruction de celui-ci (70 de l'ère commune), et surtout après la mort de grands Sages de l'époque, Rabbi Akiva étant le plus célèbre, il fut décidé de codifier la Torah orale dans la Mishna, sur laquelle s'élabora la Tossefta, puis la Guemara.
Au Ve et au VIe siècle de l'ère commune furent rédigés les deux versions du Talmud: le Talmud de Jérusalem et le Talmud de Babylone, qui synthétisent la Mishna, la Guemara et leurs commentaires.
Enfin, dans les siècles qui suivirent, une énorme littérature rabbinique a été écrite autour du Talmud : commentaires, questions et réponses, interprétations, etc. Cet ensemble gigantesque constitue la base doctrinale du judaïsme rabbinique.
Pour le judaïsme rabbinique, la Torah écrite ne peut être comprise sans la Torah orale. Ainsi, par exemple la Bible indique : « … tu pourras tuer du gros et du menu bétail, comme je te l'ai prescrit … » (Deutéronome 12:21). Mais ces prescriptions ne sont pas mentionnées dans la Bible. Elles le sont dans la Torah orale (Talmud de Babylone, traité Houlin).
La halakha (façon d'aller, c'est-à-dire la loi religieuse) du judaïsme rabbinique se base donc sur la Torah écrite avant tout, mais aussi sur la loi orale, et ses développements.

## Histoire
Le judaïsme dit du « Premier Temple » (Xe – VIe siècles avant Jésus-Christ) était centré sur les prêtres du Temple de Jérusalem. Le Pentateuque, qui s'élabore à la fin de cette période, ne fait pas mention de rabbins. On ne peut cependant exclure leur existence, tant les sources documentaires de l'époque sont rares.
À partir du « second Temple » (VIe siècle avant notre ère – Ier siècle après), l'existence des rabbins est également incertaine. Les instances religieuses dirigeantes restent centrées sur les prêtres.
Les rabbins ne sont donc pas des prêtres mais des spécialistes de la loi religieuse. Cela inclut la « loi orale », où l'on trouve une série de commandements, les (mitzvot), non inclus dans la Torah écrite (première partie de la Bible appelée Ancien Testament).
Les prêtres ont contesté cette Torah orale, ne la considérant que comme un ensemble de traditions populaires sans valeur normative. Ces divergences n'ont cependant jamais été jusqu'au schisme.
Sous la monarchie des Hasmonéens, ces divergences ont pris une forme politico-religieuse. Les prêtres et leurs partisans ont formé le parti des sadducéens, tandis que les rabbins et leurs partisans formaient divers groupes, dont le principal (mais non le seul) était appelé « pharisien ».
En 70 de l'ère chrétienne, les Romains détruisent le temple de Jérusalem, éliminant de fait les prêtres et les sadducéens. Les rabbins pharisiens sont restés seuls en lice, et leur vision du judaïsme est devenue la norme.
Certains courants du judaïsme ont cependant continué à rejeter la Torah orale comme étant une innovation. Pour eux, seule la Torah écrite, c'est-à-dire l'Ancien Testament (et surtout le Pentateuque, les 5 premiers livres), a une valeur normative. Ces courants ressurgiront au VIIIe siècle au sein du judaïsme karaïte, qui connaîtra un succès spectaculaire avant de subir un long déclin jusqu'à nos jours.

## Aujourd'hui
Le judaïsme rabbinique représentant le courant largement majoritaire du judaïsme, il est souvent utilisé comme synonyme de celui-ci. Néanmoins, loin d'être homogène, il comporte trois grandes tendances, qui interprètent différemment la nature de la révélation, l'importance des décisions rabbiniques voire ce qui constitue le judaïsme rabbinique.

### Le judaïsme orthodoxe
Pour le judaïsme orthodoxe, la halakha est un concept fondamental. Est juif orthodoxe celui qui reconnaît devoir se conduire selon la Halakha (corpus de règles établies par la tradition orale, depuis le Talmud jusqu'à aujourd'hui). Au fur et à mesure du temps, la Halakha a été codifiée dans des codes de lois faisant autorité pour les générations futures. Exemple : le Rambam (Maïmonide) écrivit un code de Lois appelé Michné Torah, qui fut, avec les œuvres du Roch (Rabbénou Acher) et du Rif (Rabbi Itzhak Elfassi), un des piliers du Choulkhan Aroukh. Le Choulkhan Aroukh, écrit par Rabbi Yosef Caro au XVIe siècle, marque un jalon important dans l'élaboration de la halakha. En effet, après le Choulkhan Aroukh, il devient difficile d'aller à l'encontre de décisions considérées comme les synthèses ultimes en matière de halakha. Difficile ne veut pas dire impossible : il existe de nombreux cas dans lesquels de grands maîtres de la Tradition juive (Gaon de Vilna, Hafets Hayim) ont tout de même tranché différemment du Choulkhan Aroukh.
Cependant, un juif orthodoxe reconnaît cette chaîne de transmission de la halakha dans son intégralité, au contraire des libéraux (qui ne lui accordent pas d'importance majeure) et des massortis (qui s'autoriseront à remonter à une décision du Talmud remise ensuite en cause par la chaîne des maîtres de la tradition orale pour justifier une pratique plus conforme aux mœurs de l'époque contemporaine).
Le judaïsme orthodoxe met donc particulièrement l'accent sur l'adhésion à la Loi, de la Torah à la Halakha, et au respect des traditions établies.
Les orthodoxes considèrent comme non valables les décisions prises par les autres courants, les conversions au judaïsme qu'ils réalisent et l'autorité de leurs rabbins.
Si le respect dû à la Halakha est primordial pour les orthodoxes, le paysage juif orthodoxe est cependant très coloré en fonction de l'importance donnée à l'étude, à la vie communautaire, aux études profanes ou à l'importance de la terre d'Israël.
Les Hassidim, les sionistes-religieux, les Judaïsme orthodoxe moderne ou les Haredim représentent différents courants du judaïsme orthodoxe.
Voir les articles détaillés sur le judaïsme orthodoxe.

### Le judaïsme réformé
Dans la première moitié du XIXe siècle est apparu en Allemagne un nouveau courant de pensée, le judaïsme réformé. Celui-ci reste centré sur les rabbins, mais remet assez largement en cause la Torah orale.
Le judaïsme réformé nie l'origine divine de la Torah orale (le Talmud), en admettant toutefois qu'elle ait pu être inspirée (mais non codifiée, encore moins rédigée) par Dieu. La halakha a donc une importance relative pour ce courant, qui encourage même ses adhérents à se choisir ses propres standards en la matière, du moment qu'ils respectent certaines pratiques juives fondamentales basées sur la Bible.
Au-delà de la volonté d'adapter le judaïsme au monde moderne, il s'agit aussi d'une résurgence d'une vision au moins bi-millénaire, qui insiste plus sur la Bible que sur la Torah orale.
Initialement conçu pour « ramener les Juifs à la synagogue » en « modernisant » la religion, le judaïsme réformé a connu un grand succès aux États-Unis, mais demeure beaucoup plus modeste dans le reste du monde. En France, il connaît un succès limité.

### Le judaïsme «conservateur» ou «massorti»
Les massorti sont des réformés qui ont estimé que certains réformés allaient trop loin. Le mouvement Massorti se veut un courant médian, reconnaissant une grande autorité morale au Talmud, mais vivant selon des règles moins strictes, moins scrupuleusement respectueuses des attitudes et décisions antérieures, ce qui donne à ses rabbins une plus grande latitude en matière d'interprétation de la Halakha.
Comme les réformés, les conservateurs sont essentiellement puissants aux États-Unis.

### Les trois courants du judaïsme rabbinique actuel: synthèse
Le judaïsme rabbinique s'est construit historiquement autour des « rabbins », ces spécialistes de la loi orale. Mais il s'est diversifié au XIXe siècle, et on a vu apparaître une relative contradiction dans les termes : des rabbins qui ne suivent pas strictement la loi orale.